# 京急三崎タクシー
京急三崎タクシー株式会社（けいきゅうみさきタクシー）は、神奈川県三浦市を営業エリアとする、京急グループのタクシー会社である。京浜急行電鉄100%出資の子会社である。

## 概要
- 本社・営業所　神奈川県三浦市原町
- タクシー18両

## その他
1963年4月に京浜急行電鉄株式会社、三崎観光株式会社、株式会社京急油壺レストハウスの3社共同出資により三崎観光ハイヤー株式会社として設立。1985年10月に現在の京急三崎タクシー株式会社に社名変更した。